# Toshiyuki Sekine
Toshiyuki Sekine (jap. 関根 敏行, Sekine Toshiyuki; * 10. Januar 1955 in Tokio) ist ein japanischer Jazzmusiker (Piano, auch Keyboard).
Toshiyuki Sekine war ab den 1970er-Jahren in der japanischen Jazzszene mit eigenen Bands aktiv; 1978 nahm er mit Yoshio Otomo, Toshi Kobayashi und Akiyoshi Yoshino sein Debütalbum As a Child auf. Im Trio mit Osamu Kawakami und Hideo Yamaki legte er 1978 das Album Love for Sale vor, mit Standards wie „Detour Ahead“, „I Could Write a Book“, „The Shadow of Your Smile“ und „Will You Still Be Mine“, gefolgt von den Produktionen Ignition und Dancing in gleicher Besetzung. 1980 spielte er in der Band von George Otsuka (Maracaibo).  Der Diskograf Tom Lord listet seine Beteiligung im Bereich des Jazz zwischen 1978 und 1980 an vier Aufnahmesessions, außerdem mit Osamu Kawakami. Er gehörte auch dem Trio The Three (mit Kazuya Ishida, Schlagzeug und Takashi Mizuhashi, Bass) an; in späteren Jahren trat er auch im Duo mit dem Vibraphonisten Takashi Ooi auf.　

## Diskographische Hinweise
- Sasaki Hideto, Sekine Toshiyuku 4 Plus 1: Stop Over (BBE Records, 1976), mit Noriyasu Watanabe (as), Kei Narita (kb), Takashi Kurosaki (dr)[2]